# 神明口駅
神明口駅（しんめいぐちえき）は、かつて岐阜県土岐市土岐津町にあった東濃鉄道駄知線の駅（廃駅）である。

## 歴史
- 1922年（大正11年）1月11日：新土岐津駅（現・土岐市駅） - 下石駅間開業に際し、駄知鉄道の駅として開業。
- 1944年（昭和19年）3月1日：合併により東濃鉄道駄知線の駅となる。
- 1972年（昭和47年）7月13日：昭和47年7月豪雨による土岐川橋梁流失に伴い全線で営業休止。
- 1974年（昭和49年）10月21日：駄知線の廃線により廃駅。

## 駅構造
片面ホームだけの小さな駅であり、ホーム西側に貨物用のホームがあった。この地域の特産であった蛙目粘土や硅砂などの陶土や陶磁器の積み出しが行われていた。当駅の乗降客数は少なく、貨物取扱が主であった。

## 現況
現在、駅跡地は駐車場に、貨物ホーム跡地は東濃鉄道系列である東鉄運輸の営業所になっている。

## 隣の駅
東濃鉄道
駄知線
土岐市駅 - 神明口駅 - 土岐口駅